# 테레프탈산
테레프탈산(Terephthalic acid)은 화학식 C6H4(CO2H)2를 갖는 유기 화합물이다. 이 흰색 고체는 주로 의류와 플라스틱 병을 만드는 데 사용되는 폴리에스터 PET의 전구체로 사용되는 필수 화학 물질이다. 매년 수백만 톤이 생산된다. 일반적인 이름은 테레빈유를 생산하는 나무인 테레빈스(Pistacia terebinthus)와 프탈산에서 유래되었다.
테레프탈산은 PBT 플라스틱(폴리부틸렌 테레프탈레이트) 생산에도 사용된다.

## 역사
테레프탈산은 1846년 프랑스 화학자 아메데 카일리오(Amédée Cailliot, 1805~1884)에 의해 처음으로 테레빈유에서 분리되었다. 테레프탈산은 제2차 세계 대전 이후 산업적으로 중요해졌다. 테레프탈산은 p-자일렌을 묽은 질산으로 산화시켜 생성되었다. p-자일렌의 공기 산화는 p-톨루엔산을 생성하여 추가적인 공기 산화에 저항한다. p-톨루산이 메틸 p-톨루에이트(CH3C6H4CO2CH3)로 전환되면 추가로 산화되어 모노메틸 테레프탈레이트가 되고, 이는 추가로 디메틸 테레프탈레이트로 에스테르화된다. 1955년에 미드센추리(Mid-Century Corporation)와 ICI는 브롬화물에 의해 촉진된 p-톨루엔산의 테레프탈산으로의 산화를 발표했다. 이러한 혁신을 통해 중간체를 분리할 필요 없이 p-자일렌을 테레프탈산으로 전환할 수 있었다. 아모코(Amoco, 인디애나의 스탠더드 오일)는 미드센추리(Mid-Century)/ICI 기술을 구입했다.